# Torfkanal und Randmoore

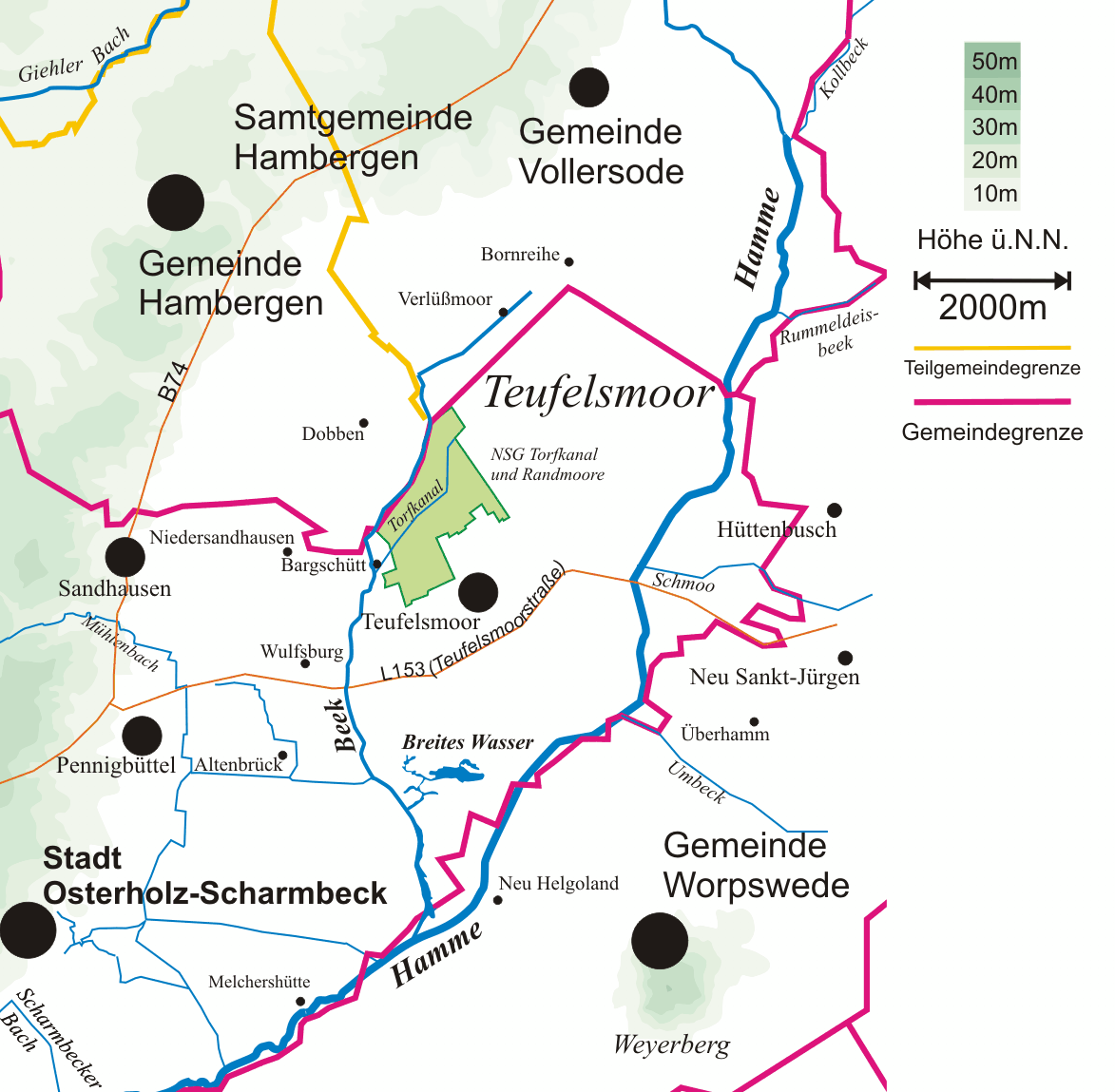
Das ehemalige Naturschutzgebiet Torfkanal und Randmoore (gelbgrün) am linken Ufer der Beek im Teufelsmoor

Torfkanal und Randmoore ist ein ehemaliges Naturschutzgebiet in der Ortschaft Teufelsmoor der Stadt Osterholz-Scharmbeck im niedersächsischen Landkreis Osterholz.
Es gehört zu einem ehemals großen Hochmoorgebiet, dessen Rest allgemein als Teufelsmoor bezeichnet wird. Das ehemalige Schutzgebiet trägt seinen Namen nach dem Torfkanal, über den früher der gewonnene Torf zur Brennstoffgewinnung zum Beispiel nach Bremen abtransportiert wurde und die Bauern das geerntete Heu von ihren Wiesen zur Hofstelle befördern konnten.

## Allgemeines
Das ehemalige Naturschutzgebiet „Torfkanal und Randmoore“ ist rund 196 Hektar groß. Es wurde zum 1. Juni 1981 durch die Bezirksregierung Lüneburg unter Naturschutz gestellt. Zum 3. Oktober 2019 ging es in dem am 20. April 2017 ausgewiesenen Naturschutzgebiet „Teufelsmoor“ auf. Ein Teil der Flächen in dem Gebiet befindet sich im Besitz des Landkreises Osterholz.
Laut der Bezirksregierung Lüneburg erfolgte die Unterschutzstellung, „... um den selten gewordenen Lebensraum Moor mit seinen typischen Tieren und Pflanzen zu schützen. Langfristig sollen auch durch Vernässungsmaßnahmen auf Teilflächen die Torfmoose so gefördert werden, dass das Moor wieder wachsen kann. Die Wiesen an der Beek sollen als Beispiel einer extensiv bewirtschafteten Moorlandschaft erhalten und entwickelt werden.“

## Natur
Das Moor ist heute kein intaktes Hochmoor mehr, sondern wurde im Laufe der Jahrzehnte durch Entwässerung, bäuerlichen und industriellen Torfabbau beeinträchtigt. Nach Ende des Abbaus ist in den nicht mehr genutzten Flächen ein Moorbirkenwald entstanden, während sich in den angrenzenden Bereichen noch die typischen Tiere und Pflanzen der Hochmoore finden. Für den Naturschutz besonders wertvoll sind die extensiv genutzten Grünlandflächen zwischen dem Torfkanal und der Beek.

## Tierwelt
Im ehemaligen Schutzgebiet kommt die Kreuzotter relativ häufig vor. Als Brutvögel sind unter anderem Dorngrasmücke, Schwarzkehlchen und Neuntöter anzutreffen. Die Wiesenweihe, die in den Hammewiesen brütet, sucht das Gebiet zur Nahrungssuche auf. Als Wintergäste in der Region nutzen Kornweihen und Sumpfohreulen das Gebiet als Schlafplatz. Ebenfalls überwintert hier die Waldschnepfe.

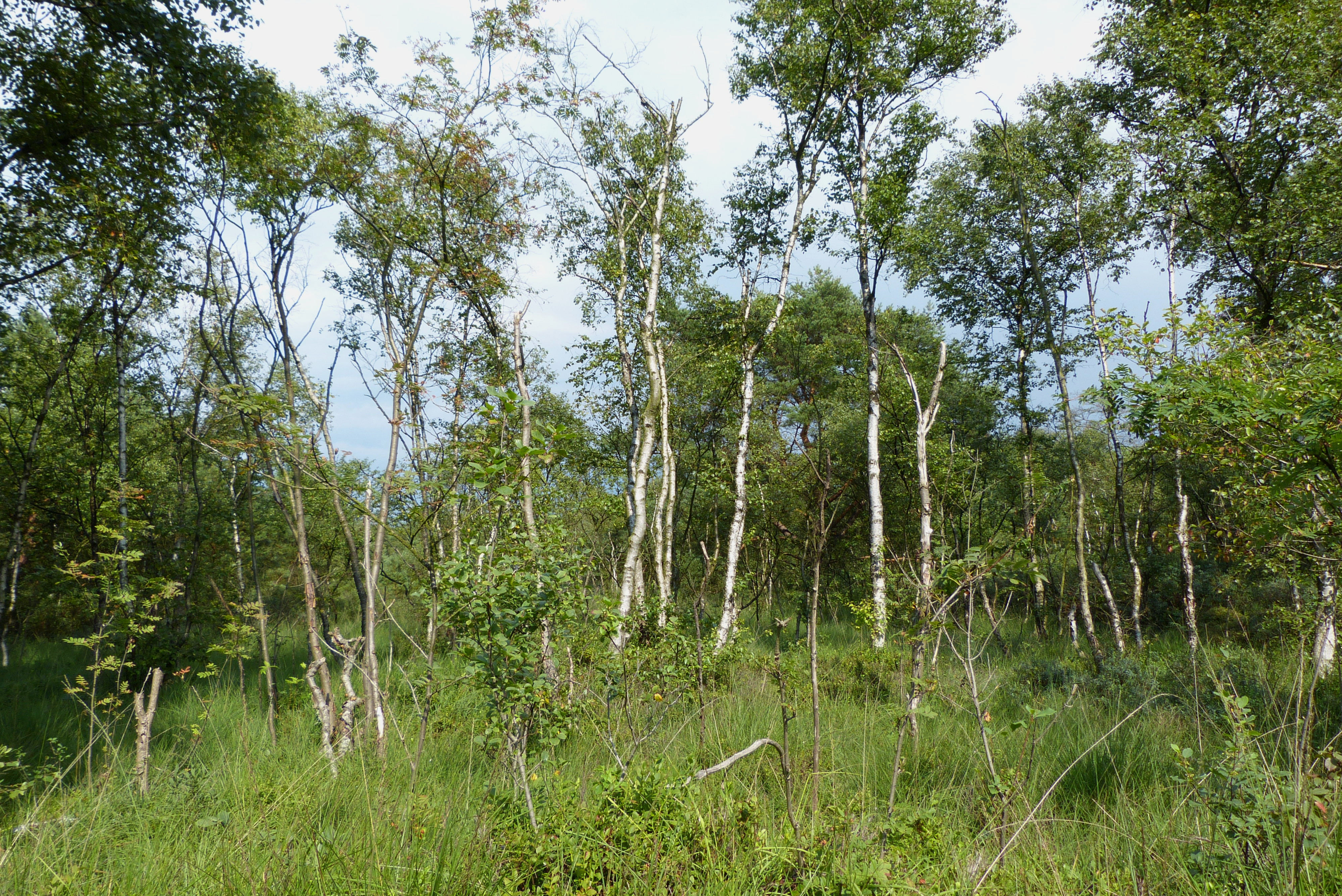
Moor-Birken im ehemaligen Naturschutzgebiet.
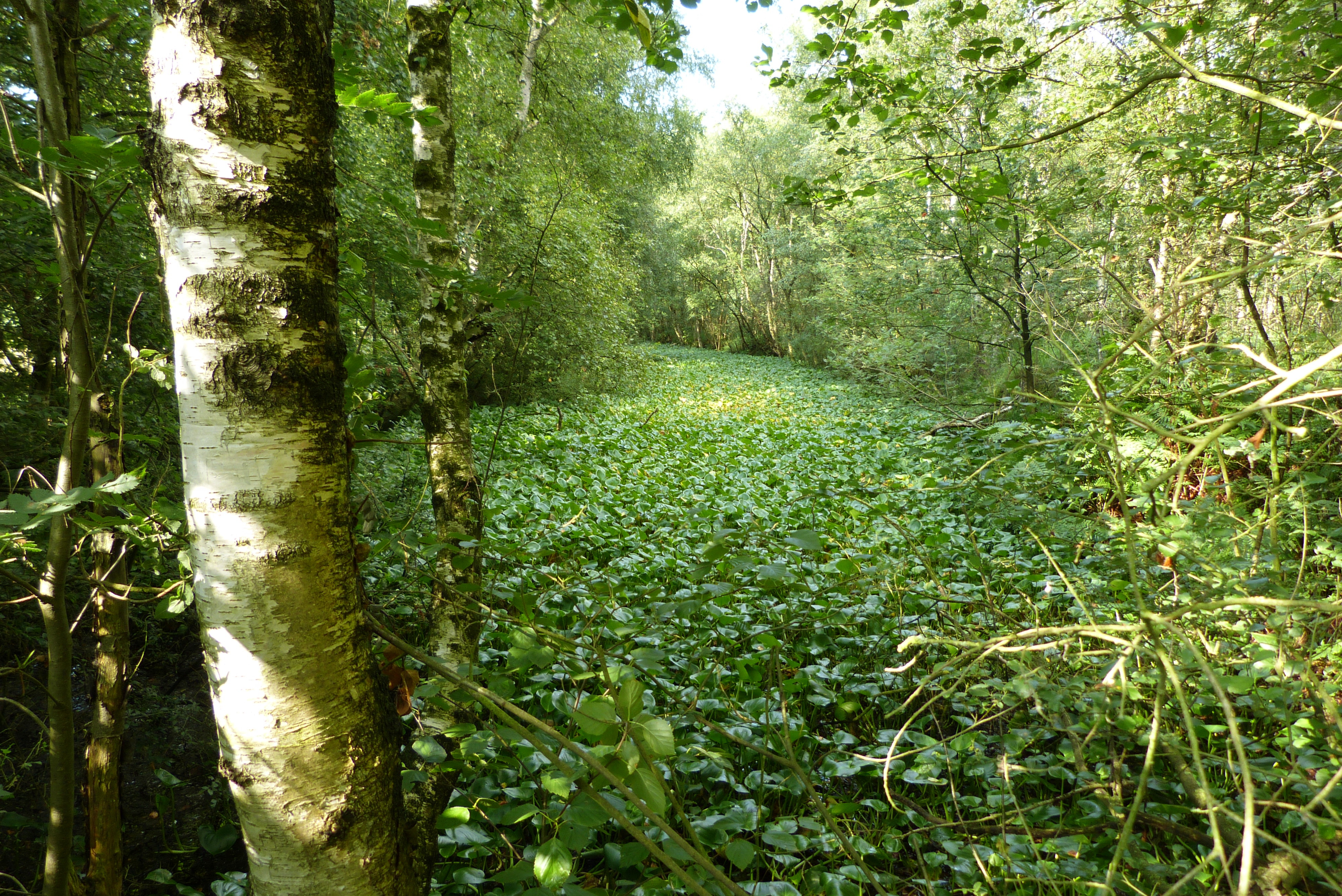
Torfkanal, vollständig mit Sumpf-Calla überwachsen.
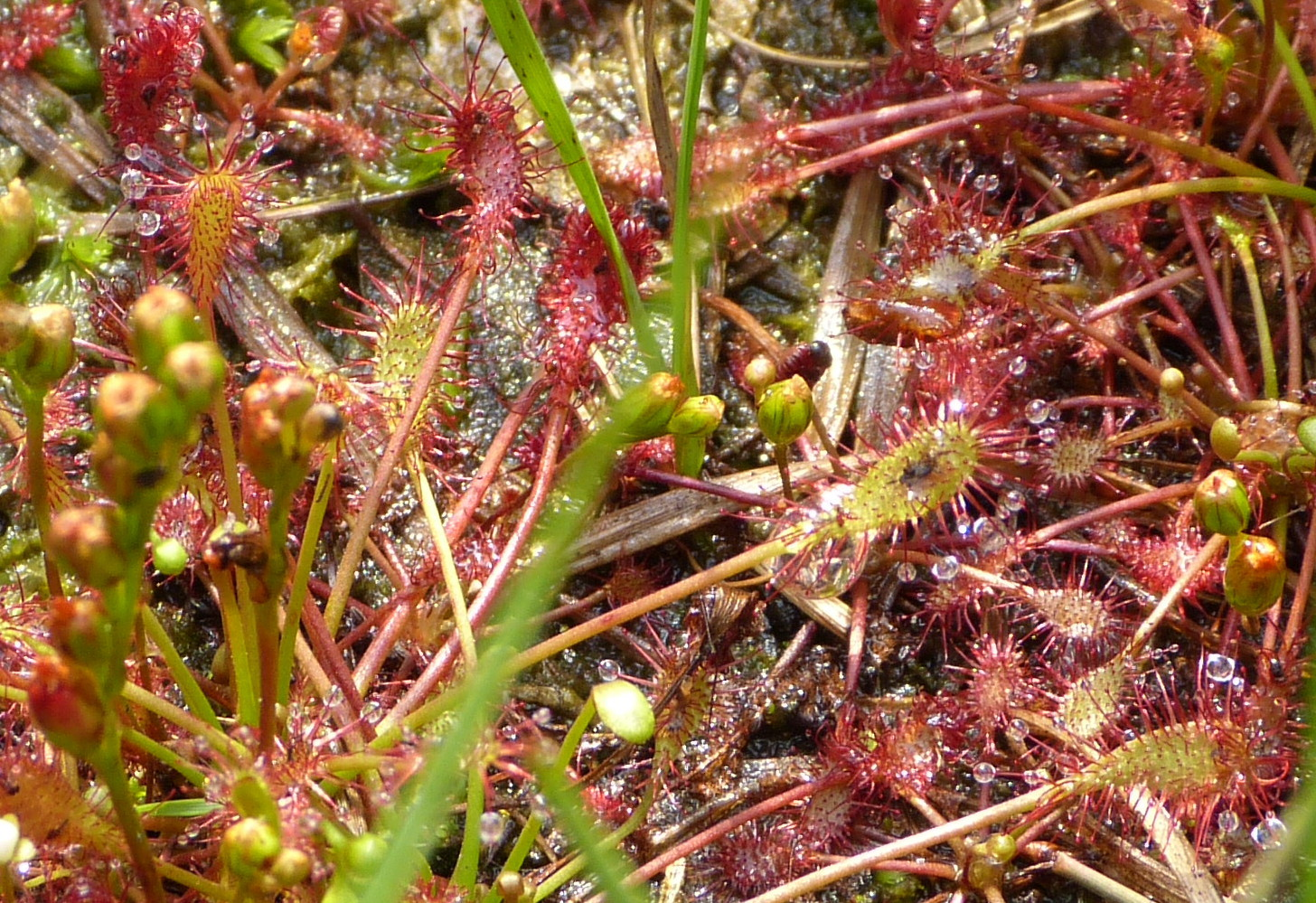
Sonnentau auf einem Weg im Gebiet.
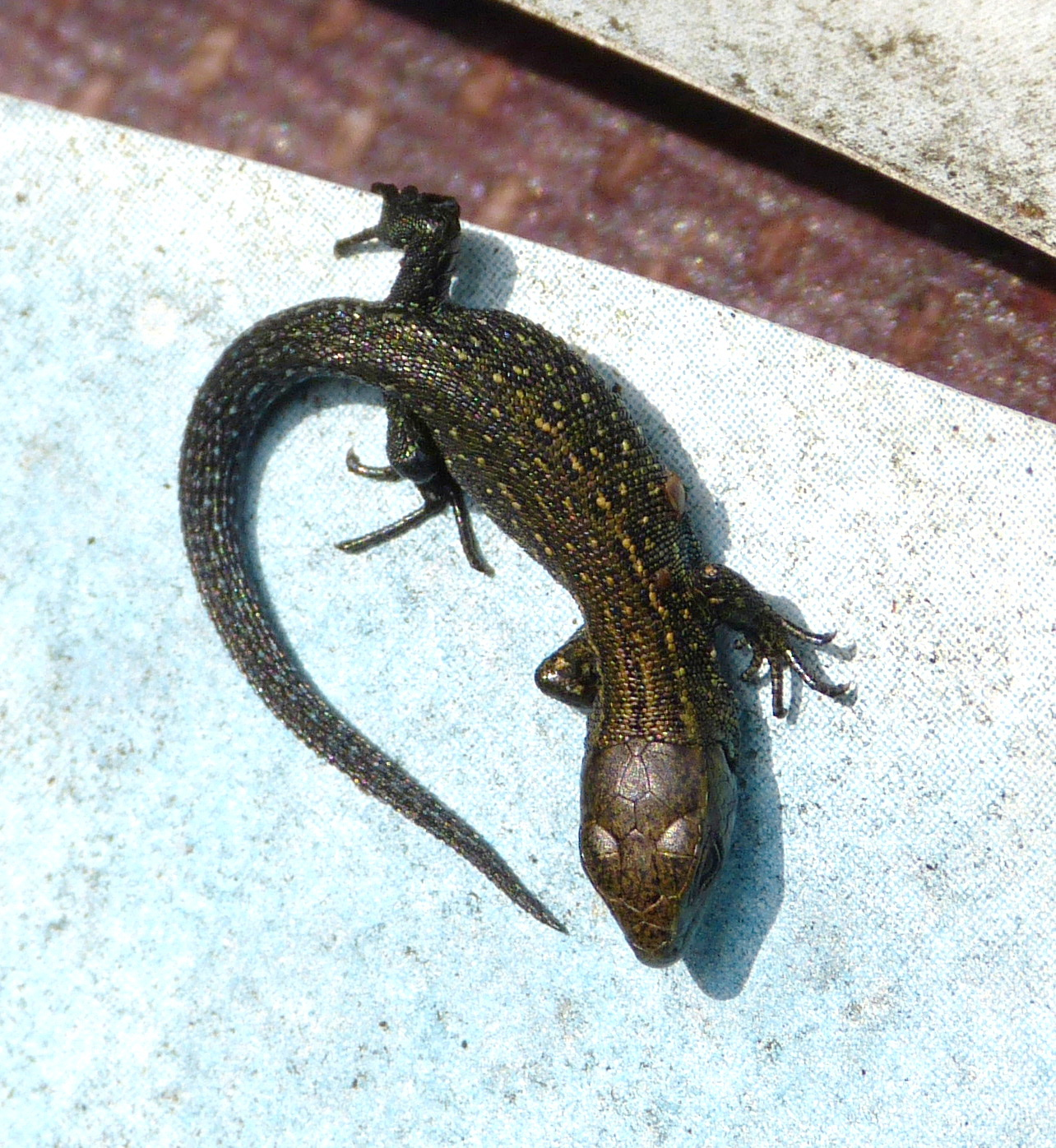
Junge Mooreidechse sonnt sich auf einer abgefallenen Info-Tafel im Gebiet.